# Micro-ARN 184
Le micro-ARN 184 ou MIR184 est un micro-ARN impliqué dans la neurogenèse. Il inhibe la différenciation des cellules souches neurales et promeut donc la prolifération des neurones, notamment au cours de l'embryogénèse. Il est particulièrement exprimé dans les cellules nerveuses et dans la rétine. 
Il a ainsi un rôle complémentaire à miARN 124 et permet la différenciation à la suite de la prolifération engendrée par miARN 184.

Plusieurs cibles pour MIR184 ont été décrites comme des médiateurs du développement neurologique et de l'apoptose. Il a été suggéré que miR-184 joue un rôle essentiel dans le développement[réf. nécessaire]. 
1. ↑  (en) Hua-Shun Li, Denan Wang, Qin Shen, Marcus D. Schonemann, Jessica A. Gorski, Kevin R. Jones, Sally Temple, Lily Yeh Jan et Yuh Nung Jan, « Inactivation of Numb and Numblike in Embryonic Dorsal Forebrain Impairs Neurogenesis and Disrupts Cortical Morphogenesis », Neuron, vol. 40, no 6,‎ 18 décembre 2003, p. 1105-1118 (ISSN 0896-6273, PMID 14687546, DOI 10.1016/S0896-6273(03)00755-4, lire en ligne , consulté le 23 mars 2021)